# Duca di Uceda

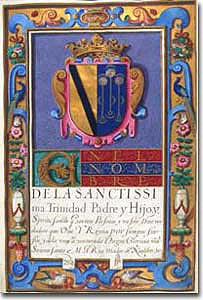
Diploma di Filippo III di Spagna con cui concede il titolo di duca di Uceda a Cristóbal Gómez de Sandoval y Rojas

Duca di Uceda, italianizzato in Uzeda, è un titolo nobiliare creato dal re di Spagna Filippo III il 16 maggio 1610 in favore di Cristóbal Gómez de Sandoval y Rojas (1577-1624), 1º duca di Cea dal 1604, 2º duca di Lerma.
Cristóbal Gómez de Sandoval y Rojas era un político spagnolo, figlio di Francisco Gómez de Sandoval y Rojas, meglio noto come 1º duca di Lerma, a cui succedette come favorito (valido) del re di Spagna Filippo III, e di Catalina de la Cerda, prima cameriera della regina Margherita d'Austria.

La sua data di nascita si colloca tra il 1577 e il 1581. Morì il 31 maggio 1624 a Alcalá de Henares.

Aveva i titoli di 1º duca di Uceda, 2º marchese di Cea, 6º marchese di Denia, cavaliere dell'Ordine di Santiago.
I Duchi di Uceda si fregiano di discendere da Ferdinando I di León e Castiglia. Sono Grandi di Spagna.

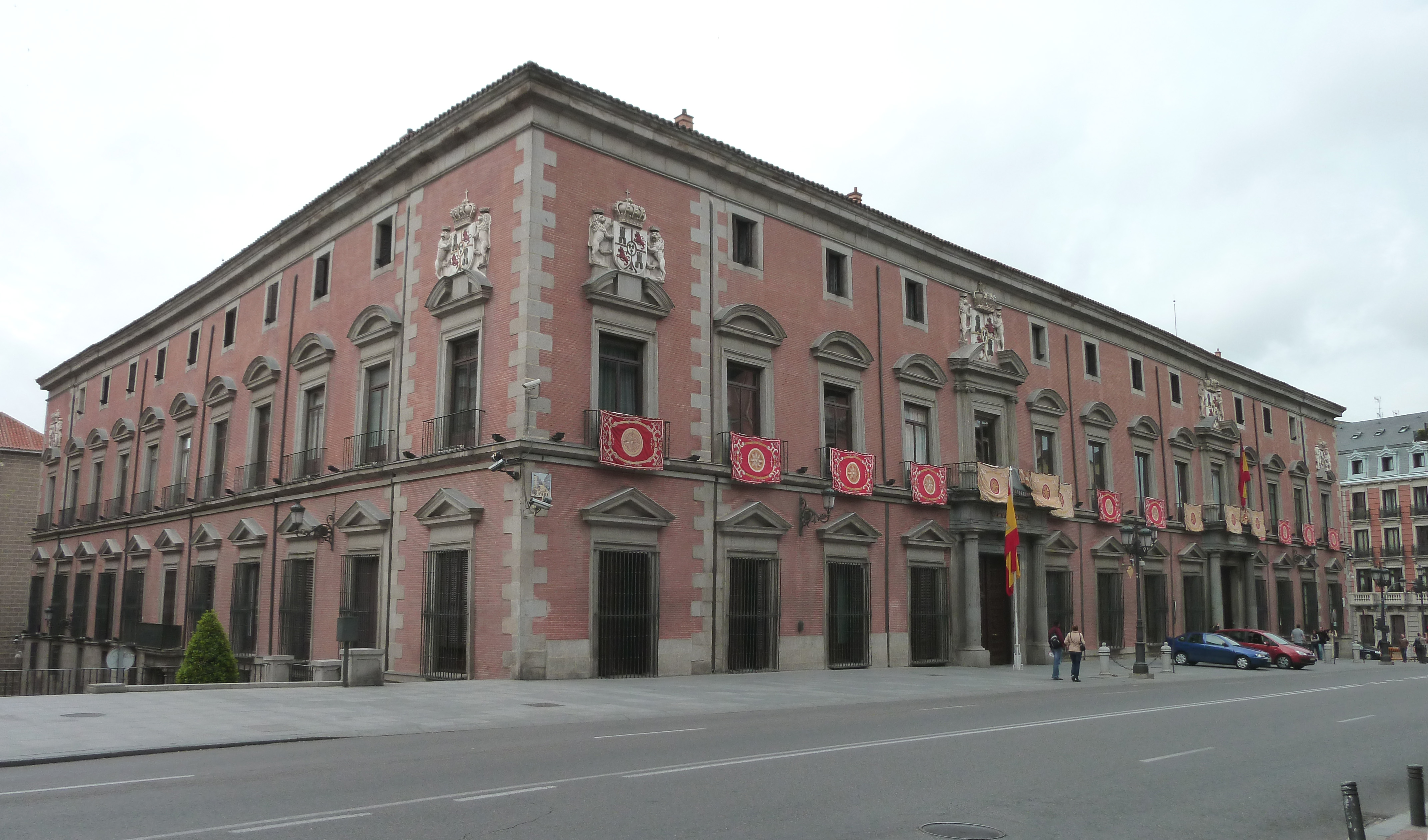
Palazzo del duca di Uceda 1613-1625
in Calle Mayor, 79 Madrid ora Palacio de los Consejos
architetto Alonso de Turrillo

Stemma dei Téllez-Girón

Nel Regno di Sicilia furono chiamati Uzeda (Giovan Francesco Pacheco, duca di Uzeda, viceré di Sicilia dal 1687 al 1696).

## Titolari
1º duca di Uceda - Cristóbal Gómez de Sandoval y Rojas, (n.1577-1624)

2º duca di Uceda - Francisco Gomez de Sandoval y Rojas Padilla, 3º duca di Lerma

3a. duchessa di Uceda - Felícia de Sandoval y Orsini, (n.1633-1671)

4a. duchessa di Uceda - Isabel Tellez-Giron, (n.1653-1711)

5°. duca di Uceda - Manuel Gaspar Téllez-Girón, (n.1676-1732)

6°. duca di Uceda - Francisco Javier Pacheco Tellez-Girón, (n.1704-1750) 

7.° duca di Uceda - Andrés Pacheco Téllez-Girón, (n.1728-1789)

8°. duca di Uceda - Diego Pacheco Téllez-Girón y Velasco, 13º duca di Escalona (n.1754-1811)

9°. duca di Uceda -  Bernardino Fernández de Velasco Pacheco Téllez-Girón(1783-1861)

10°. duchessa di Uceda - Bernardina María de la Presentación Fernández de Velasco Pacheco Téllez-Girón y Roca de Togores (1815+1869) sposata con Tirso Maria Tellez-Giron y Fernandez de Santillan (1817+1871) 10º duca di Uceda per matrimonio.

11°. duca di Uceda -  Francisco de Borja Tellez-Giron y Fernandez de Velasco (n.1839-1897)

12°. duca di Uceda -  Luis María Téllez-Girón y Fernández de Córdoba, (1870-1909), 14º duca di Osuna.  Senza discendenza. Il titolo passò a suo fratello Mariano.

13°. duca di Uceda - Mariano Tellez-Giron y Fernandez de Cordoba, (1887-1931), 15º duca di Osuna

14a. Duchessa di Uceda - Ángela Maria Tellez-Giron y Duque de Estrada, (n.1925), 16ª duchessa di Osuna, 19ª duchessa di Gandia

15°. duchessa di Uceda - María del Pilar de Latorre y Tellez-Giron, (n.1965)

Corona di Grande di Spagna

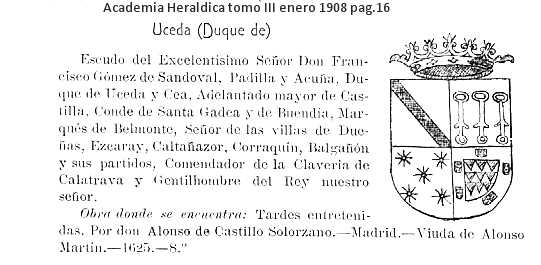
Stemma di Francisco Gomez de Sandoval, Padilla e Acuna, duca di Uceda e di Cea

I Tellez-Giron acquisirono il titolo di duca di Uceda nella 2ª metà del XVII secolo per il matrimonio, nel 1645, di Felícia de Sandoval y Orsini con suo cugino Gaspar Téllez-Girón y Sandoval, 5º duca di Osuna, 5º marchese di Peñafiel, 9º conte di Ureña, Grande di Spagna ecc.

Bernardina Maria de Velasco (Luisa), figlia di Maria della Piedad, sorella a sua volta di Isabella Roca de Togores, pronipote donna Maria Isabella della Concezione Pio di Savoia vedova Walcarcel, sposò il 10º duca di Uceda, Tirso Tellez-Giron y Fernandez de Santillan, acquisendo l'ex feudo di San Gregorio da Sassola. Nel 1850 circa vendette una parte del giardino dei Melangoli a Marino Torlonia, duca di Bracciano, di Poli e di Guadagnolo, che diventò giardino dei Torlonia, con accesso dall'attuale palazzo Manni.